# Дахаб
Дахаб ( Egyptian Arabic: „злато“), е малък град на югоизточното крайбрежие на Синайския полуостров в Египет, приблизително на 80 км североизточно от Шарм ел-Шейх.
Градът може да бъде разделен на три големи части: Масбат, който включва бедуинското село Асала, е на север. На юг от Масбат е Машраба, който е по-туристически и има значително повече хотели. На югозапад е Медина, която включва района Лагуна, известен с отличните си водни плитчини, подходящи за кайтсърфинг и уиндсърфинг.
Районът Асала е доста развит и има много къмпинги и хостели. Повечето хора, които са посещавали Дахаб в миналото, са били основно туристи, които се интересуват от гмуркане и гмуркане с шнорхел в Червено море. Град Дахаб наброява около 15 000 жители.

## Туризъм
Дахаб привлича голям брой туристи. Той е световно известен със своя уиндсърфинг. Надеждните ветрове осигуряват превъзходни условия за гладка вода в залива на Дахаб. По-далеч от брега вълните се съчетават със силни ветрове, които осигуряват страхотни условия за запалените уиндсърфисти. През последните години обаче лагуната вътре в залива е завладяна предимно от кайтсърфисти, като две школи, притежавани от руснаци, се намират точно на плажа. Гмуркането, водолазното гмуркане и гмуркане с шнорхел също са популярни забавления, поради многото красиви рифове, непосредствено до крайбрежните хотели. Красотата и разнообразието на морската флора и фауна на Дахаб са пословични. В близост се намира известната Синя дупка (наричана „Най-опасното място за гмуркане в света“) и Каньонът – международно популярни места за гмуркане. Нарастващото унищожаване на корали от безразсъдни водолази е неотложен проблем, който предизвиква сериозно безпокойство, очертавайки необходимост от по-задълбочено регулиране дейността на местните центрове за гмуркане.
Наземните дейности включват скално катерене, яздене на камила, конна езда, колоездене, планинско колоездене, пътуване с джип и всъдеход. Планината Синай е на два часа път с кола, като манастирът Света Екатерина е популярна туристическа дестинация.
В исторически план повечето посетители на Дахаб са били просто хоби-туристи с раници, които са пътували самостоятелно и са отсядали в хостели, мотели или къщи за гости в района на Масбат. През последните години развитието на хотели в района на Медина улеснява пристигането на по-широк кръг от посетители, много от които посещават Дахаб специално, за да участват в сърф, уиндсърф, гмуркане, кайтсърф, ветроходство и други дейности.
Думата Дахаб на арабски означава злато и вероятно е препратка, свързана с географското местоположение – златото, измито от пустинните планини, може да се е натрупвало върху алувиалната заливна равнина, където е построен градът. Името може също да е препратка към цвета на пясъците на юг от самия град. Някои местни жители приписват името на цвета на небето веднага след залез слънце.
Друга местна хипотеза относно името на града е, че то произлиза от наводненията, които заливат града на всеки пет - шест години. Планински бури, по-големи от средните за сезона, причиняват внезапен голям прилив на вода, която се насочва към морето, увличайки със себе си сериозни количества пясък. През тези периоди градът е разсечен на две от наводнението, заливът се раздвижва и пясъците го оцветяват в златистожълто. Това обикновено продължава няколко дни и в миналото е причинявало щети и загуба на човешки животи, тъй като хората не са знаели за внезапното начало и за силата, с която се движи водата. Днес местните са подготвени, когато видят облаци над планините.
Според бедуините от района обаче името „Дахаб“ има друг произход. Когато бедуините дошли там, те го нарекли „Waqaat Thahaab“ (وقت ذهب), което се превежда буквално като „Времето върви“. Това име произлиза от факта, че човек лесно може да загуби представа за времето, когато е там, тъй като дните започват да се сливат. След това името е било съкратено до „Тхахаб“ (ذهب), но е неправилно чувано от посетителите, на които им звучало, че казват Дахаб.
Голяма част от коралите в рифовете край брега бавно изчезват поради безотговорни водолази, които ги изваждат в големи количества. Друг значителен проблем е, че в Масбат местните ресторанти изхвърлят пясък и скали в морето, за да разширят бреговата линия, което също причинява смущения на местните коралови рифове.

Приливите и отливите в залива на Дахаб са много ясно изразени. Вечер, когато осветлението не е твърде силно, за момент на човек може да му се стори, че морето е изчезнало, просто го няма между гъсто струпаните заведения. Бездомните котки, които обитават градчето, спокойно се разхождат по мокрото дъно, в търсене на някоя останала на сухо рибка.
Градчето като цяло изглежда като много други европейски курорти, което би могло да бъде изненада за очакващите пустинна екзотика. Разбира се, курортът носи свой типичен арабски привкус, подчертан в някои постройки, видим и в традиционното облекло на някои от местните. Порядките позволяват свободно облекло без ограничения за дамите, можете да облечете всичко, в което бихте се чувствали удобно и изглежда прилично според европейските стандарти. Алкохол се продава само на няколко определени места и цената му е леко завишена, в сравнение с цените на всичко останало, които са сравнително ниски, спрямо европейските стандарти. В заведенията по плажа можете да закусите обилно за под десет евро. Закуската, както и почти всяко ястие за деня, обикновено включва по подразбиране традиционния таханов сос от смлени сусамови семена, който арабите наричат „тахина“ и в различните заведения имат собствена рецепта с различни добавки. Навсякъде се предлагат и са много обичани и от местните, пържени картофки, наричани „чипс“, който можете да си поръчате вместо традиционните арабски питки, ако техният вкус не ви допада. Прясно уловена риба е чест избор за обяд или вечеря.
Местните бедуински жени и деца, често идват в плажните заведения, както и около тях, за да продават на туристите предмети от локалния бит и традиции – ръчно бродирани килимчета, колани, шалове, традиционни джалабия/абайя, гривни, обеци и всякакви разнообразни сувенири от мъниста.

## География
В Дахаб се намират много минерални находища, включително рутил, циркон, монацит, лекукоксен и злато. Много от тях са неопротерозойски скали като шисти.

## Климат
Дахаб има горещ пустинен климат, като останалата част от Египет. Времето през летния период е много горещо, включително и през нощта. Зимните дни са топли, а нощите меки. Дахаб има много сух климат и дъждовете са рядкост, дори през зимните месеци. Пикът на валежите е през февруари.